# Petr Svoboda (atléta)
Petr Svoboda (kiejtése: [ˈpɛtr̩ ˈsvoboda]; Třebíč, 1984. október 10. –) fedett pályás Európa-bajnok cseh atléta. A rövid távú (60m, 110 m) gátfutásban versenyez.
Övé a 110 méteres gátfutás (13,27; 2010) és a 60 méteres gátfutás (7,44; 2010) cseh nemzeti rekordja.